# Dichochrysa duplicata
Dichochrysa duplicata is een insect uit de familie van de gaasvliegen (Chrysopidae), die tot de orde netvleugeligen (Neuroptera) behoort. 
Dichochrysa duplicata is voor het eerst wetenschappelijk beschreven door Navás in 1934.